# تيمبوكو هيلين كينون كابور
تيمبوكو هيلين كينيون كابور هي عالمة آثار وأستاذة في وحدة أبحاث المجتمع البشري والعلوم بجامعة فيليكس هوفويه بوانيي من ألكودي في أبيدجان، كوت ديفوار.وهي مستشارة في التراث الأثري في وزارة الثقافة والفرانكوفونية في كوت ديفوار.

## الأبحاث
تشمل اهتمامات كينون كابوري البحثية: الآثار الأفريقية والتراث الثقافي والأنثروبولوجيا. تكمن خبرتها الخاصة في تحليل تاريخ تكنولوجيا المجتمعات الإفريقية جنوب الصحراء. لقد اكتشفت مدى أهمية أخذ المعرفة الأصلية لإنتاج المعادن لفهم الماضي.